# Chrysometa satulla
Chrysometa satulla är en spindelart som först beskrevs av Eugen von Keyserling 1881.  Chrysometa satulla ingår i släktet Chrysometa och familjen käkspindlar.
Artens utbredningsområde är Peru. Inga underarter finns listade i Catalogue of Life.